# 에밀 브루너
에밀 브루너(1889년 12월 23일-1966년 4월 6일)는 스위스 윈터쏘르에서 태어난 스위스의 개신교 신학자이다, 카를 바르트와 함께 신 정통주의와 변증신학 운동을 주도했었다.
그의 생애를 대부분 취리히에서 보냈다. 1913년 "종교 지식안에 있는 상징적 요소"(The Symbolic Element in Religious Knowledge)라는 제목으로 취리히 대학교에서 신학박사 학위 취득. 1916-24년 오프스타르덴에서 목회자로 시무 하였으며 1924년 이후 평생동안 취리히 대학교에서 조직신학과 실천신학 교수로 봉직했다. 브루너는 의식적인 개혁파 개신교의 신학자였다. 그는 종교개혁자들의 신학을 형식화하고 그들의 독창적인 신학을 형식화한 17, 18세기의 정통주의 신학을 신랄하게 비판했다.
또한 기독교 복음의 특수성을 모호하게 만들어 종교개혁 신학을 약화시킨 19세기의 개신교 자유주의도 함께 비판하였다. 바르트의 신학이 학문적이라면, 브루너의 신학은 언제나 실제적이었다. 브루너의 자연계시는 전통적인 독일 관념론적 윤리관념의 잔해였다. 브루너 신학의 독자성은 만남의 인격주의적 사상에 이끌리어 진리를 교리 가운데서가 아니라 하나님과 사람과의 만남 가운데서, 그리고 살아 있는 현실 가운데서 파악하려는 것이었다. 그래서 교회 교의학으로서보다는 선교신학으로서 자신의 신학을 특정 지었다.

## 영어 작품들
- The Mediator, (1934) The Lutterworth Press, reprinted Cambridge 2003
- Our Faith (1936)
- The Divine Imperative (1st German edition 1932; English translation 1937 and 1941)
- Man in Revolt. A Christian Anthropology (1st German edition 1937; English translation 1939 and 1941)
- Revelation and Reason. The Christian Doctrine of Faith and Knowledge, (1st German edition 1941, English translation 1946)
- Christianity and Civilisation 보관됨 2014-07-23 - 웨이백 머신 (1949) Gifford Lectures Delivered at the University of St Andrews, James Clarke & Co, reprinted Cambridge 2009
- Dogmatics. Volume I: The Christian Doctrine of God, (1949) reprinted James Clarke & Co, reprinted Cambridge 2003
- Dogmatics. Volume II: The Christian Doctrine of Creation and Redemption, (1952) reprinted James Clarke & Co, Cambridge 2003
- Dogmatics. Volume III: The Christian Doctrine of the Church, Faith and the Consummation, (1962) reprinted James Clarke & Co, Cambridge 2003
- Eternal Hope (1954)
- The Great Invitation Zurich Sermons, (1955) The Lutterworth Press, Cambridge 2003
- I Believe in the Living God. Sermons on the Apostles' Creed, (1961) reprinted The Lutterworth Press, Cambridge 2004
- Justice and Social Order, The Lutterworth Press, Cambridge 2003
- The Letter to the Romans, The Lutterworth Press, Cambridge 2003
- The Misunderstanding of the Church, The Lutterworth Press, Cambridge 2003

## 브루너 연구서적
- McGrath, Alister E. Emil Brunner: A Reappraisal. West Sussex, UK: Wiley-Blackwell, 2014
- Politics and Protestant theology : an interpretation of Tillich, Barth, Bonhoeffer, and Brunner, René de Visme Williamson (1976)
- Emil Brunner, J. Edward Humphrey (1976)
- Jewett, Paul King. Emil Brunner. Chicago: Intervarsity Press, 1961
- Kegley, Charles W., ed. The Theology of Emil Brunner. New York: The Macmillan Co., 1962